# Conflicto diplomático entre Estados Unidos y el Perú de 1858
El conflicto diplomático del Perú y Estados Unidos de 1858 fue un diferendo entre el gobierno del Perú, los revolucionarios de Arequipa y el gobierno de Estados Unidos. Se originó por los negocios indirectos entre el gobierno revolucionario vivanquista y el estadounidense, por la venta del guano de las islas Chincha.

## Antecedentes
Tras el levantamiento conservador en Arequipa, los revolucionarios vianquistas capturaron varios barcos de la Marina gubernamental. Tomaron las islas de Chincha (28 de diciembre), obteniendo con la explotación guanera la financiación para la sublevación. La Convención Nacional peruana declaró estos actos como robo de la propiedad nacional, denunciando como criminales a los que comerciaran con ellos. Asimismo, autorizó negociaciones con Reino Unido y Francia, para que prestarán su ayuda para proteger las islas guaneras.

## Captura de barcas estadounidenses
El buque gubernamental Tumbes, al mando del capitán de corbeta Ignacio Dueñas, interceptó a la barca estadounidense Dorcas C. Yeaton, sospechosa de haber sido arrendada por los vivanquistas para el comercio guanero. Dueñas declaró que el dominio del Perú en el mar llegaba hasta las 180 millas desde tierra. Posteriormente, el Tumbes capturó a las barcas estadounidense Lizzie Thompson y Georgiana, bajo el mismo cargo que la Dorcas C. Yeaton. Todas las barcas fueron llevadas al Callao y sus capitanes, junto con el estadounidense Sartori, enjuiciados (enero de 1858). Las barcas fueron incorporadas a la Marina peruana como Arica, General Plaza e Iquique. 	 	

## El conflicto diplomático
La captura de barcos y juicio de capitanes estadounidenses provocaron una discusión entre el agente diplomático estadounidense John R. Clay y canciller peruano Manuel Ortiz de Zevallos. A pesar de que el Perú logró obtener dictámenes favorables de juristas estadounidenses, la Secretaría de Estado estadounidense planteó al plenipotenciario peruano en Estados Unidos, Cipriano Coronel Zegarra, que su país debía admitir responsabilidades y pagar indemnizaciones fijadas por una comisión mixta.
El 31 de mayo de 1860, Clay recibió instrucciones de para darle un ultimátum de cinco días al Perú; que él aplazó para negociar directamente con Ramón Castilla, presidente del Perú y amigo suyo. En la primera audiencia (23 de julio), la desesperación por encontrar una salida diplomática condujo a Clay a vislumbrar una esperanza en las cordiales palabras del presidente. En realidad, Castilla lo desengañó: el único recurso aceptable era el arbitraje de un tercer país. 
En la segunda audiencia (28 de setiembre), nuevamente Castilla rechazó la fórmula de Clay. Reiteró el arbitraje como fórmula de solución, dejando a los Estados Unidos la elección del árbitro. Finalmente, el 2 de octubre de 1860, Clay presentó el ultimátum, a lo cual el presidente Castilla respondió rompiendo relaciones diplomáticas con Estados Unidos, antes del pago de indemnizaciones a los dueños de las naves confiscadas. Los plenipotenciarios de ambos países recibieron sus pasaportes. Tiempo después, el gobierno peruano envió a Federico Barreda como agente confidencial a Washington. Su objetivo era reanudar las relaciones entre los dos países sin ceder. 
Tres meses antes de que el presidente electo Abraham Lincoln asumiera el mando, Barreda publicó un folleto de 140 páginas: “La cuestión entre los Estados Unidos y el Perú”. 

El Perú ofreció aceptar el arbitraje por cualquier gobierno europeo seleccionado por el presidente de Estados Unidos. Pero él se niega. Persiste en su reclamo e instruye a su ministro partir del Perú, interrumpiendo las relaciones diplomáticas entre ambos países. ¿Tiene temor el presidente Buchanan que la decisión podría ser favorable al Perú? El temor implica una duda sobre la corrección de su posición, y, en tal caso, imponer su demanda con el respaldo del poder irresistible de Estados Unidos, significa asumir una actitud dictatorial hacia una nación cuya fuerza nace de la firmeza de sus convicciones pero materialmente se encuentra incapacitada para respaldarlas.
Federico Barreda, “La cuestión entre los Estados Unidos y el Perú”

La reacción fue inmediata: los diarios de Nueva York comenzaron a discutir el tema en su verdadera dimensión y varios (como el The New York Times) expresaron su abierta defensa a la causa peruana. Tras el cambio de gobierno en Estados Unidos y el estallido de su guerra civil, Abraham Lincoln aceptó someter el asunto a un arbitraje. Federico Barreda, ya restablecidas las relaciones diplomáticas y acreditado como ministro, aceptó a Leopoldo I de Bélgica como árbitro.

## El arbitraje
El 20 de diciembre de 1862 los dos gobiernos firmaron la «Convención para el Arbitraje de las Cuestiones del Lizzie Thompson y la Georgiana». La posición estadounidense propugnaba que las condiciones de guerra civil en el Perú le conferían a los gobernantes de facto el derecho a gobernar las porciones del país que pudieran doblegar y poseer; mientras que la peruana sostenía que los capitanes de las naves estaban involucrados en el contrabando de guano, violando las leyes fiscales y los reglamentos de comercio, sobre la base de una licencia ilícitamente otorgada por un grupo insurrecto. Leopoldo I rehusó pronunciarse. En conversación confidencial con el ministro estadounidense Henry Sanford, el monarca informó que estaba convencido de que el Perú tenía la razón y quería evitarle al gobierno estadounidense la vergüenza de un dictamen contrario.
Finalmente, el arbitraje concluyó con resultados favorables para el Perú. El gobierno de Lincoln retiró su reclamo discretamente, concluyendo así el problema. El resultado permitió salvar las apariencias. El 9 de julio de 1864, el secretario de Estado William H. Seward informó a Federico Barreda que el presidente Lincoln no tenía  intenciones de continuar con el asunto. La comisión mixta establecida en cumplimiento de la Convención de Reclamos, firmada por los dos países el 12 de enero de 1863, emitió un informe favorable al Perú. De los diecinueve reclamos presentados, la comisión rechazó once y parte de uno. En la mayoría de los casos redujo considerablemente el monto de los reclamos contra el Perú.